# Lithocarpus corneus
Lithocarpus corneus (Lour.) Rehder – gatunek roślin z rodziny bukowatych (Fagaceae Dumort.). Występuje naturalnie w północno-wschodnim Wietnamie, Chinach (w Kuangsi, południowym Kuejczou, na Hajnanie, w południowym Hunanie i wschodniej części Junnanu) oraz na Tajwanie. 

## Morfologia
PokrójZimozielone drzewo dorastające do 15 m wysokości.
LiścieBlaszka liściowa jest ma podłużny kształt. Mierzy 10–15 cm długości oraz 2–4,5 cm szerokości, jest całobrzega lub ząbkowana na brzegu, ma klinową nasadę i ostry lub spiczasty wierzchołek. Ogonek liściowy jest nagi i ma 5–45 mm długości.
OwoceOrzechy o niemal kulistym kształcie lub w formie bąka. Osadzone są pojedynczo w miseczkach o kształcie od kubkowatego do niemal kulistego, które mierzą 22–45 mm długości i 25–55 mm średnicy. Orzechy otulone są w miseczkach do połowy ich długości.

## Biologia i ekologia
Rośnie w wiecznie zielonych lasach. Występuje na wysokości do 1000 m n.p.m.

## Zmienność
W obrębie tego gatunku wyróżniono dwie odmiany:
- Lithocarpus corneus var. hainanensis (Merr.) C.C.Huang & Y.T.Chang
- Lithocarpus corneus var. zonatus C.C.Huang & Y.T.Chang